# Corneille Van Leemputten
Pour les articles homonymes, voir Van Leemputten.
Corneille Van Leemputten, né à Werchter le 25 janvier 1841 et mort à Schaerbeek le 24 novembre 1902, est un peintre belge connu pour ses représentations animalières et ses paysages pastoraux, traités de manière réaliste. 
Exposant aux salons triennaux belges de Bruxelles, Anvers et Gand, il est également connu hors de la Belgique grâce à sa participation à de nombreuses d'expositions internationales, où il obtient plusieurs récompenses. 
Ses œuvres sont conservées dans plusieurs musées belges et britanniques. 

## Biographie

### Famille
Corneille (Cornelis) Van Leemputten, né à Werchter le 25 janvier 1841 est le fils de Jean François Van Leemputten (1818-1894) et d'Elisabeth Hopland. Son père, agriculteur et boulanger, devenu veuf en 1849, et remarié l'année suivante, s'installe avec sa famille à Bruxelles en 1852 pour devenir restaurateur de tableaux, attaché au musée de Bruxelles, car il avait une certaine pratique comme peintre animalier. Corneille et son jeune demi-frère Frans Van Leemputten sont encouragés par leur père à pratiquer l'art,. 
Le 19 mai 1866, Corneille Van Leemputten épouse à Saint-Josse-ten-Noode, Marie Thérèse Van Diegom, fleuriste, née à Saint-Josse-ten-Noode le 29 janvier 1841 et morte à Laeken en avril 1921.

### Formation
À l'exception de quelques leçons de son père, Corneille Van Leemputten se forme initialement en autodidacte en réalisant des études d'après nature dans des régions telles que le Brabant et la Campine dans le nord-est de la Belgique. En 1855, sa famille s'installe brièvement à Anvers où Corneille suit les cours de l'Académie royale des beaux-arts d'Anvers de 1855 à 1860. En 1858, il obtient trois prix (dessin, figures ombrées et figures au trait) au cours dispensé par Edward Dujardin, de même que le second accessit en figures ombrées lors du concours de dessin d'ornement d'après l'estampe.

### Carrière
Corneille Van Leemputten participe à plusieurs expositions triennales belges, où son premier envoi est un Intérieur d'étable au Salon de Bruxelles de 1872. En 1883, il expose Matinée d'automne et Bruyères à Arendonck au Salon de Gand et obtient une médaille d'or. 
Il expose ensuite souvent dans les expositions internationales : Exposition universelle de 1878 à Paris, Salon de Paris de 1879, 1880, 1882 et 1883, Reims, Alger (médaille en 1881), Londres, Saint-Louis, Munich, à l'Exposition universelle de 1893 à Chicago et à l'Exposition de Bordeaux de 1895. Il obtient des médailles d'or à Édimbourg en 1887, à Port Adélaïde en 1887 et à Berlin en 1896. Il reçoit également des médailles d'argent à Nice (1883), La Nouvelle-Orléans (1885), Melbourne (1888), Barcelone (1888) et Cologne (1889),,.
Corneille Van Leemputten, vivant retiré depuis plusieurs années, meurt, à l'âge de 61 ans, place Masui, no 8 à Schaerbeek, le 24 novembre 1902,.

## Œuvre

### Caractéristiques
Corneille Van Leemputten est principalement connu pour ses paysages représentant des moutons, de style similaire à ceux d'Anton Mauve et Charles Jacque. Au Salon de Bruxelles de 1875, il envoie Une bergère tricotant au milieu de ses moutons. La critique estime les animaux justes d'allure, ressemblant à ceux dessinés par Albert Brendel. Il réalise aussi des sujets représentant des scènes de basse-cour. Il est influencé par les scènes romantiques avec du bétail d'Eugène Verboeckhoven, qu'il réinterprète de manière plus réaliste. Ses compositions représentent souvent, avec de petites variations, la campagne plate belge brabançonne ou campinoise, présentant un horizon bas, de la végétation et des surfaces d'eau au premier plan et des personnages miniatures. Ses moutons constituent une manière d'étoffage dans un contexte varié selon les situations climatiques, les évolutions du jour et les fluctuations de la lumière. Il est considéré comme « l'un des poètes du brouillard »,. 
Corneille Van Leemputten est un artiste à l'esprit commercial qui produit une grande quantité d'œuvres de qualité égale destinées aux marchés locaux et internationaux.

### Galerie

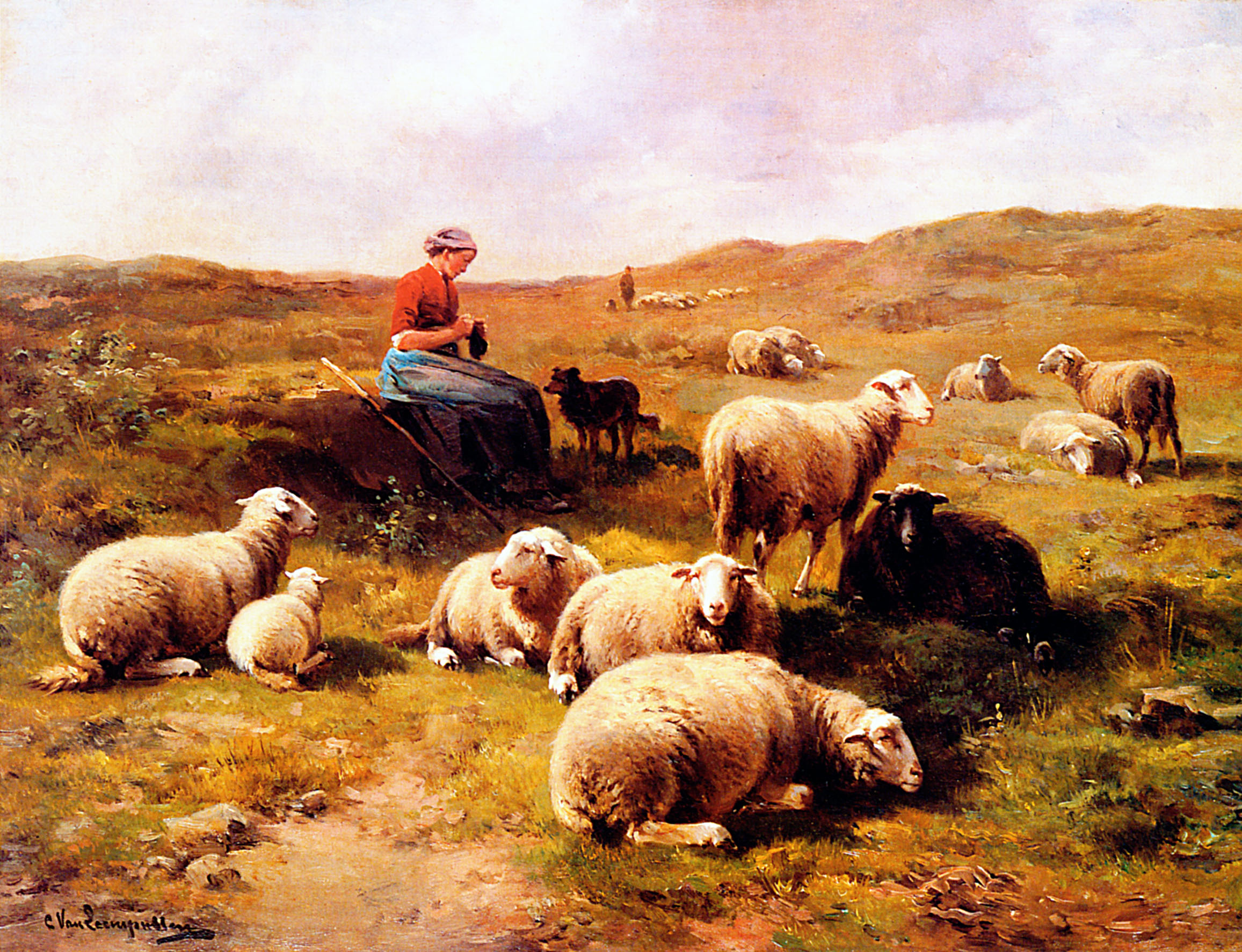
Une bergère et son troupeau au pâturage.
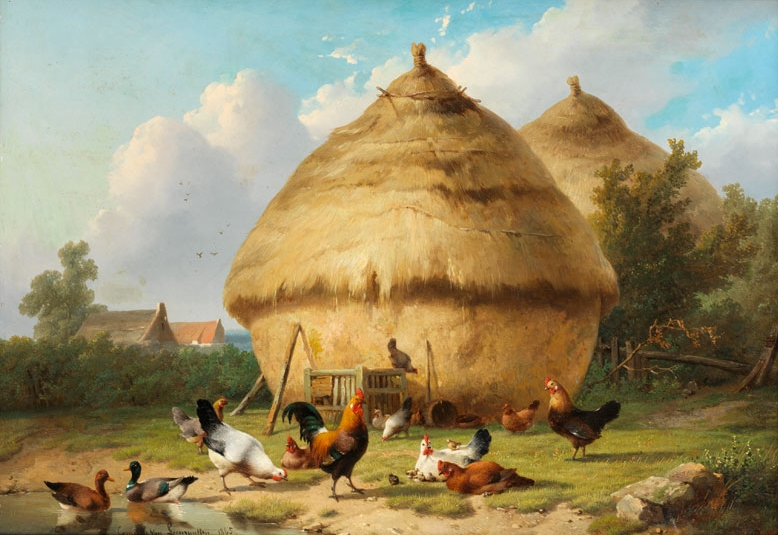
Meule de paille avec de la volaille (1865).
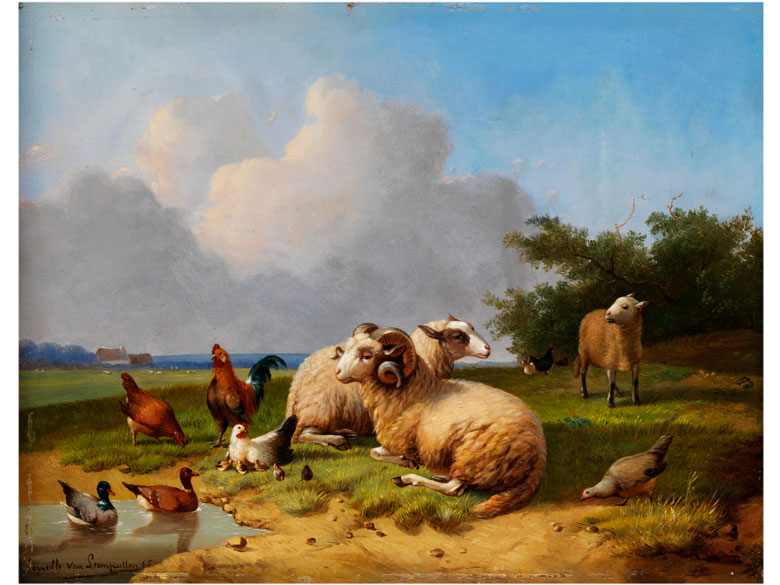
Idylle avec moutons et volaille.
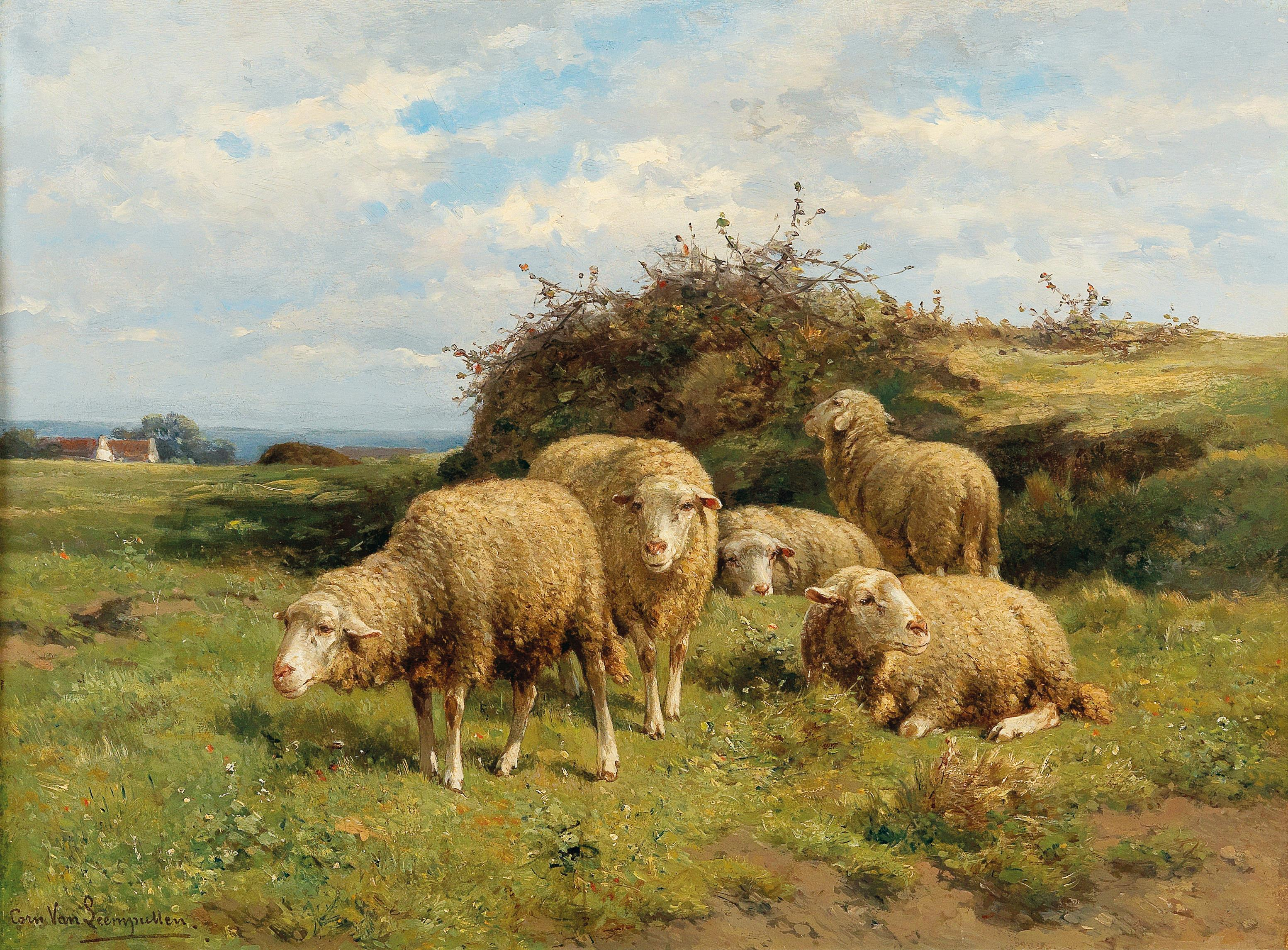
Moutons dans une prairie.
Jour ensoleillé en mars, conservé au Musée royal des Beaux-Arts d'Anvers.

### Collections muséales

#### Belgique
- Musées royaux des Beaux-Arts de Belgique (Bruxelles) : Matinée d'automne, huile sur toile, inventaire no 7010, format 79 × 116,5 cm[10].
- Musées royaux des Beaux-Arts de Belgique (Bruxelles) : Moutons (1871), huile sur toile, inventaire no 6037, format 48 × 76 cm, don de M. Smidt-Van Gelder, Amsterdam, 1937[11].
- Musée royal des Beaux-Arts d'Anvers, Le Troupeau, huile sur toile, format 140,6 × 107,8 cm, inventaire no 1419[12].
- Musée royal des Beaux-Arts d'Anvers, Jour ensoleillé en mars, huile sur toile, format 96 × 131,5 cm, inventaire no 1676[13].
- Musée Jakob Smits, Mol : Maison natale de la mère de Frans Van Leemputten (1865), huile sur bois, format 21 × 39,5 cm, inventaire no 0451[14].
- Musée Jakob Smits : Berger (1865), huile sur toile, format 35 × 22,5 cm, inventaire no 0482[15].

#### Europe
- Hackney Museum, Londres, Royaume-Uni : Groupe de moutons belges, huile sur toile, inventaire no CH1996.30, format 47 × 76 cm, don de Chalmers[16].
- Haworth Art Gallery, Accrington, Royaume-Uni : Paysage flamand avec une bergère, huile sur toile, inventaire no HAG176, format 41 × 57 cm, don d'Edwin Hitchon en 1946[17].
- Sheffield Museums, Royaume-Uni : Moutons et volaille (1875-1880), huile sur toile, inventaire no VIS.1363, format 54,5 × 44,7 cm, don de J.N. Mappin en 1887[18].
- Williamson Art Gallery & Museum, Birkenhead, Royaume-Uni : Femme avec des moutons dans une grange, huile sur toile, inventaire no BIKGM2855, format 109,2 × 86,3 cm, don du Dr Winsfield en 1949[19].

## Honneur
- Chevalier de l'ordre de Léopold (8 mai 1896)[1],[2].

#### Ouvrage
- Patrick Berko et Viviane Berko, Dictionnaire des peintres d'animaux belges et hollandais nés entre 1750 & 1880, Knokke, Berko, coll. « Fine Arts », 1998, 545 p. (ISBN 978-9027452405).

#### Articles
- Rédaction, « Corneille Van Leemputten », Le Petit bleu du matin, no 329,‎ 25 novembre 1902, p. 1-2 (lire en ligne, consulté le 4 novembre 2024).
- Rédaction, « Corneille Van Leemputten », L'Indépendance belge, no 329,‎ 25 novembre 1902, p. 3 (lire en ligne, consulté le 4 novembre 2024).